# Treves Butte
Der Treves Butte ist ein markanter, teilweise vereister und 2100 m hoher Zeugenberg im westantarktischen Marie-Byrd-Land. In der Ohio Range der Horlick Mountains ragt er unmittelbar nordwestlich des Discovery Ridge auf.
Das Advisory Committee on Antarctic Names benannte ihn 1962 nach dem Geologen Samuel B. Treves von der University of Nebraska-Lincoln, der in mehreren Kampagnen in Antarktika tätig war und dabei zwischen 1960 und 1961 sowie von 1961 bis 1962 Untersuchungen in der Ohio Range und anderen Abschnitten der Horlick Mountains durchgeführt hatte.